# Life (Yo Gotti)
Life è il quarto album in studio del rapper statunitense Yo Gotti, pubblicato nel 2003.

## Tracce
1. Intro – 3:56
2. All I Ever Wanted to Do (featuring Kia Shine) – 4:03
3. Sell My Dope – 4:24
4. Dirty South Soldiers (featuring Lil Jon) – 4:57
5. Reppin' North Memphis – 3:06
6. Str8 from da North – 4:35
7. Get Down (featuring Lil' Flip) – 4:12
8. After I Fuck Ya Bitch (Remix) – 4:37
9. Entering the Game – 3:52
10. Life – 4:07
11. 9 to 5 – 3:17
12. Breakaman – 4:22
13. Shake It (featuring Rich Burn) – 2:56
14. Look at Old Girl (featuring Block Burnaz) – 4:50
15. On da Grind – 3:22
16. U Understand – 4:53
17. Mr. Tell It – 4:49
18. Dirty South Soldiers (Rap Hustlaz Remix) (featuring Lil Jon, V-Slash and Kia Shine) – 5:38
19. Pop Kone (featuring Lil Jon) – 3:44